# Arneis
Arneis – biały szczep winorośli, uprawiany w północno-zachodnich Włoszech (Piemont, Liguria). W języku piemonckim arnèis oznacza łobuziaka. Nazwa podobno pochodzi od problematycznej uprawy i kapryśnego dojrzewania. W obecnym wariancie nazwa arneis po raz pierwszy pojawiła się w 1877.

## Charakterystyka
Odmiana była znana na pewno już w XV wieku, jako ranaysii. Rośnie bujnie, a dojrzewa w II połowie września.
Arneis należy do odmian wonnych, a silny aromat był wykorzystywany, by odciągnąć ptaki od bardziej wartościowych krzewów nebbiolo. Arneis było niegdyś wykorzystywane jako domieszka do czerwonych win (np. ze szczepu nebbiolo) albo jako winogrono deserowe.

## Wino
Niski poziom kwasowości, zwłaszcza w przypadku spóźnionego winobrania sprawia, że arneis jest odmianą nadającą się raczej na wina do picia jako młode. Wino z arneis rzadko poddaje się starzeniu w beczkach. Wino cieszy się dobrą reputacją i ma pełną strukturę, choć jest orzeźwiające. Typowe są wytrawne wina stołowe, ale arneis dobrze nadaje się również na wina musujące oraz w stylu passito. Wyróżnia się dwa style: owocowy i delikatnie kwasowy oraz złożony, z aromatami kwiatów, jabłek, brzoskwiń i orzechów. Pojawiają się określenia delikatnie aromatyczne oraz stylowe.
Charakterystyczny dla odmiany jest aromat gruszek, a w zależności od źródła podaje się aromaty uzupełniające (migdały, brzoskwinie).

## Rozpowszechnienie
Arneis jest klasyczna odmianą z Piemontu (Roero, Langhe, Alba), na mniejszą skalę uprawianą w sąsiedniej Ligurii i na Sardynii. Obszar upraw ulegał wahaniom ze względu na mody. Do lat 80. XX wieku winnice obsadzone starą odmianą arneis powoli karczowano i odmianie groziło wyginięcie, aż w liguryjskich restauracjach nastała moda na wino z tego szczepu. Do sukcesu arneis przyczynił się również popyt na białe wina w owym okresie. W I poł. lat 90. XX wieku wino arneis spowszedniało, a popyt i podaż wyrównały się.
W spisie powszechnym z 2000 roku zanotowano we Włoszech 745 ha upraw arneis. Na początku XXI wieku arneis uprawiano na ok. 500 ha winnic.
W ramach apelacji Roero (na północ od Alby) Arneis ma status DOCG. Obok chardonnay i favority jest jedną z podstawowych odmian do produkcji win w apelacji Langhe DOC.
W Kalifornii (hrabstwa Mendocino i Lake) od przełomu XX i XXI w. podejmuje się eksperymenty z uprawą szczepu arneis.
Arneis bywa uprawiany w Australii (Wiktoria) i Nowa Zelandia, u winiarzy produkujących wina również z innych włoskich odmian.

## Synonimy
Prócz arneis w użyciu są formy nazwy bianchetta i bianchetto, używa się także określenia nebbiolo bianco oraz barolo bianco.